# Lobelia burttii
Lobelia burttii är en klockväxtart som beskrevs av Eileen Adelaide Bruce. Lobelia burttii ingår i släktet lobelior, och familjen klockväxter.

## Underarter
Arten delas in i följande underarter:
- L. b. burttii
- L. b. meruensis
- L. b. telmaticola